# محمد مخلوف (رجل أعمال)
محمد مخلوف (19 أكتوبر 1932 – 12 سبتمبر 2020) رجل أعمال سوري وخال الرئيس السابق بشار الأسد.

## سيرة شخصية
محمد هو شقيق أنيسة مخلوف الذي تزوجت حافظ الأسد عام 1957. كان يعمل في البداية في شركة الخطوط الجوية السورية. منذ أن أصبح صهره رئيسًا، حقق ثروة سواء من خلال إدارة الشركات الحكومية أو في القطاع الخاص، حيث أصبح فجأة المدير العام لشركة التبغ المملوكة للدولة بالإضافة إلى مطالبة الشركات الأجنبية بعمولة 10٪ على التبغ المستورد. في عام 1985، أصبح مديرًا للبنك العقاري السوري (REB). أصبح أيضاً شريكًا في شركة «الفرات للبترول» التي توزعت حصصها بين الحكومة السورية (65٪) والباقي مملوك لشركات أجنبية منها شركة شل. وحصلت شركته على خدمات تتعلق بحقول النفط من شركة «ليد للمقاولات والتجارة» المملوكة لصهره غسان مهنا. عندما أصبح بشار الأسد رئيسًا، ورث رامي مخلوف إمبراطوريته التجارية، ليصبح الملياردير الجديد في سوريا.
في آب / أغسطس 2011، خضع لعقوبات الاتحاد الأوروبي، بما في ذلك حظر السفر وتجميد أصوله، من ضمن الأفراد الذين تربطهم علاقة وثيقة بالنظام السوري أثناء الحرب الأهلية السورية. استأنف لاحقًا أمام المحكمة العامة الأوروبية (EGC)، مدعيًا أن العقوبات انتهكت خصوصيته وأثرت على مستوى معيشته، لكن المجلس رفض استئنافه.
في عام 2015، كشفت وثيقة مسربة من حسابه المصرفي في HSBC أنه سجل كوكيل لشركة فيليب موريس التي تمتلك علامة مارلبورو التجارية، وكوكيل حصري لشركة ميتسوبيشي موتورز وكوكا كولا.

## الحياة الشخصية
تزوج مخلوف مرتين. زوجته الأولى غادة أديب مهنا، وأنجب منها رامي وحافظ وإياد وإيهاب وشالا وكندة وسارة. ثم تزوج من هالة طريف الماغوط أثناء إقامته في روسيا، وأنجب منها أحمد.
في 12 أيلول / سبتمبر 2020، توفي في مستشفى الأسد الجامعي بدمشق متأثراً بمضاعفات فيروس كورونا.